# Katherine Corri Harris
Katherine Corri Harris, conosciuta anche come Katherine Harris Barrymore (1º ottobre 1890 – New York, 2 maggio 1927), è stata un'attrice statunitense.

## Biografia
Nata nell'alta società, visse una vita di ricchezza e privilegio. Attrice teatrale, il suo nome appare a Broadway in alcuni spettacoli di buon successo degli anni dieci.
Al cinema, comparve in soli tre film: in tutti e tre ebbe il ruolo di protagonista. Due di questi, Katherine li girò a fianco del marito, il celebre John Barrymore di cui fu la prima moglie e di cui era stata partner anche a teatro. I due attori si erano sposati il 1º settembre 1910. Quando il matrimonio entrò in crisi, Katherine ebbe una relazione con James Montgomery Flagg, un famoso pittore, amico di famiglia e dei Barrymore. Nel 1917, Katherine e John divorziarono. Barrymore, in seguito, avrebbe assistito l'ex moglie sul letto di morte, nel 1927.

## Spettacoli teatrali
- Believe Me Xantippe (Broadway, 19 agosto 1913)
- Kick In (Broadway, 15 ottobre 1914)
- The Big Chance (Broadway, 28 ottobre 1918)
- Declassee (Broadway, 6 ottobre 1919)

## Filmografia
La filmografia è completa.
- Nearly a King, regia di Frederick A. Thomson (1916)
- The Lost Bridegroom, regia di James Kirkwood (1916)
- The House of Mith, regia di Albert Capellani (1918)